# Klubbhus
Klubbhus er en dansk dokumentarfilm fra 2010, der er instrueret af Sofie Tønsberg.

## Handling
Et hypermusikalsk særlinge-kollektiv fra Sverige, Norge og Danmark ifører sig identiske briller, sorte slips og borgerskabets diskrete charme. De bliver budt ind i en fin spisestue til en slags ceremoniel sammenkomst. Herfra er alle narrative og musikalske regler stukket skråt op. Sekten folder sig ud bevæbnet med jazzens og rockens basisinstrumenter foruden rød saft, krystalservice, glaskugler og franskbrød. Lyden af tørre krummer og vandladning på dasset indgår på lige fod med lead-sangerinden Qarin Wikströms vokal, der i sig selv er et krystalinstrument; det fremstår skarpt eller skrøbeligt alt efter lysindfaldet. Genremæssigt blander gruppen lystigt twang-guitarens grove charme med jazzet intimitet og ambient'ens lydstriber. Instruktøren Sofie Tønsberg oversætter gruppens koncentrerede samhørighed i en vekslen mellem ultranærbilleder og en visuel rundrejse i bourgeoisiets andedam.